# Velké Hydčice

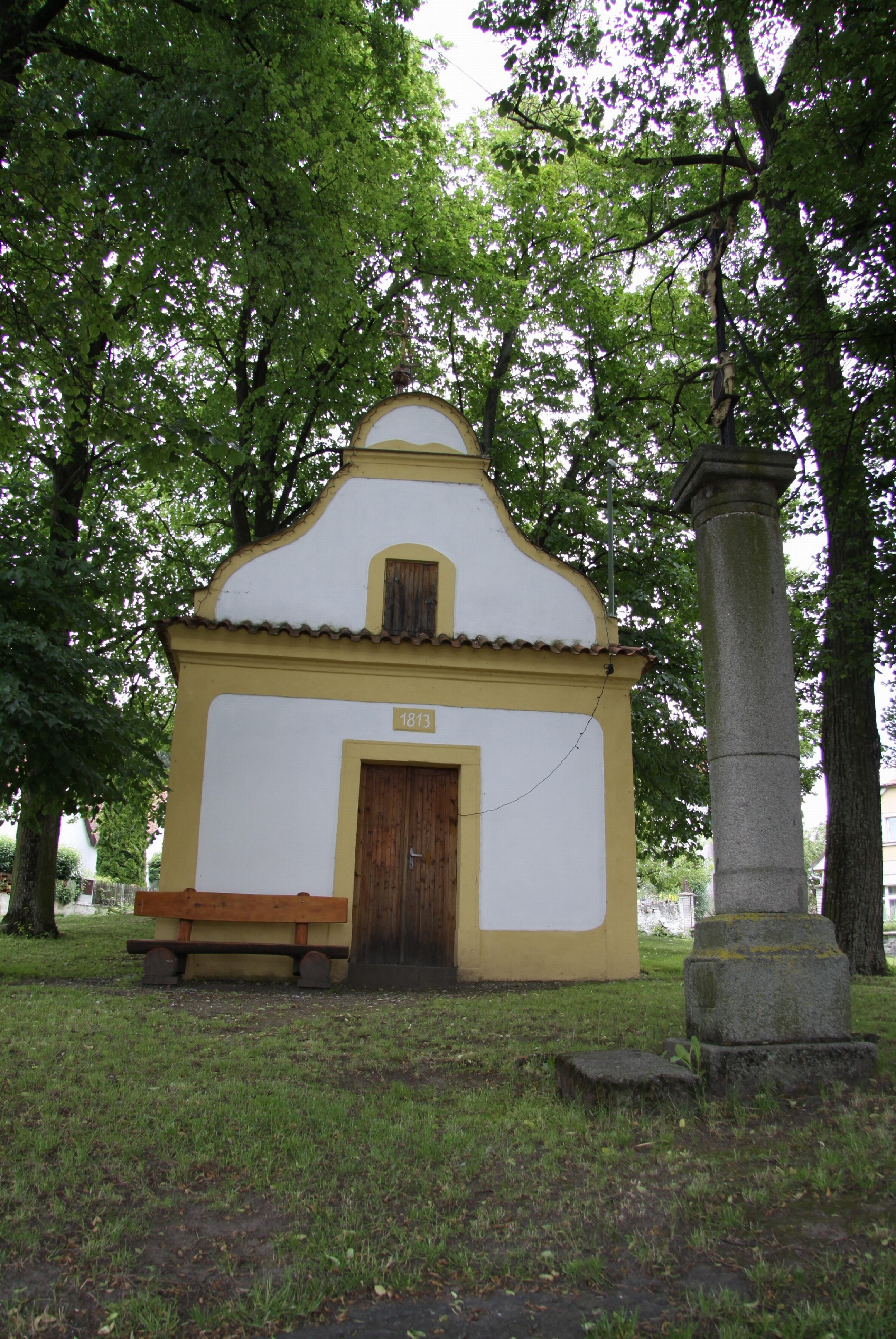
Kapelle des hl. Johannes von Nepomuk und Kreuz auf dem Dorfplatz

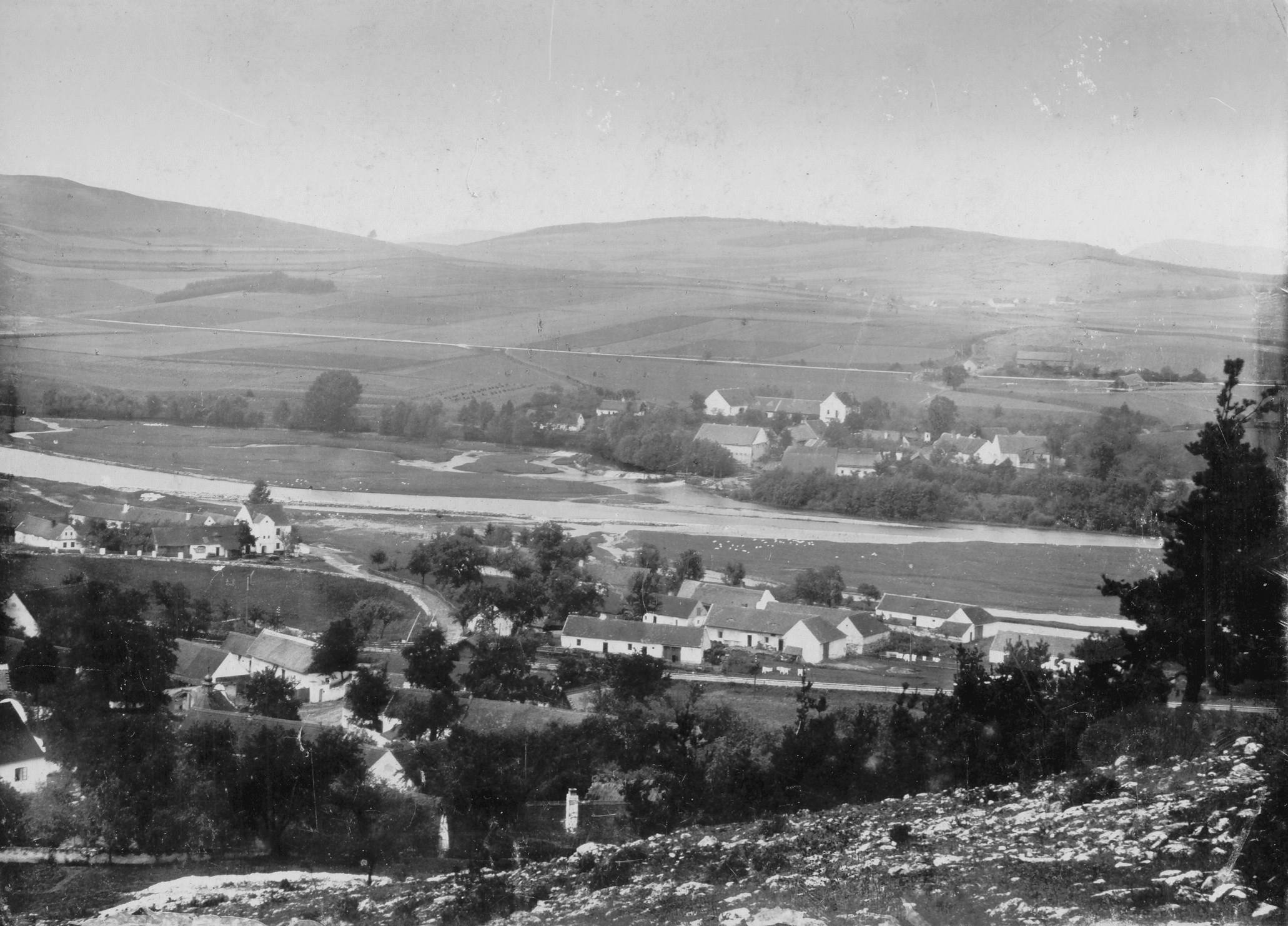
Blick von der (noch kahlen) Hydčická hora auf das Otavatal mit Velké Hydčice und Malé Hydčice, im Hintergrund der Plešovec (l) und die Hora (Photographie von 1895)

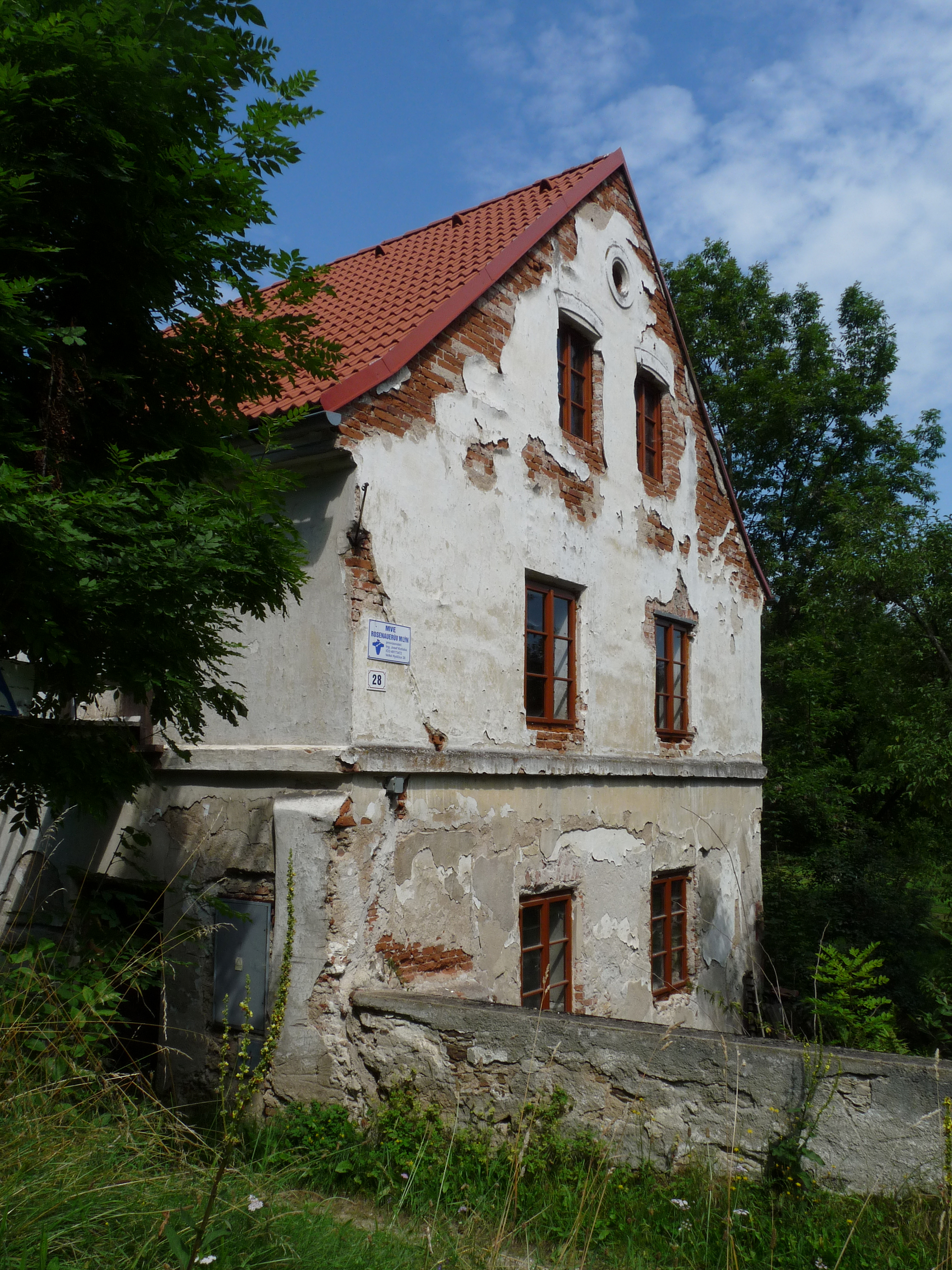
Rosenauer Mühle

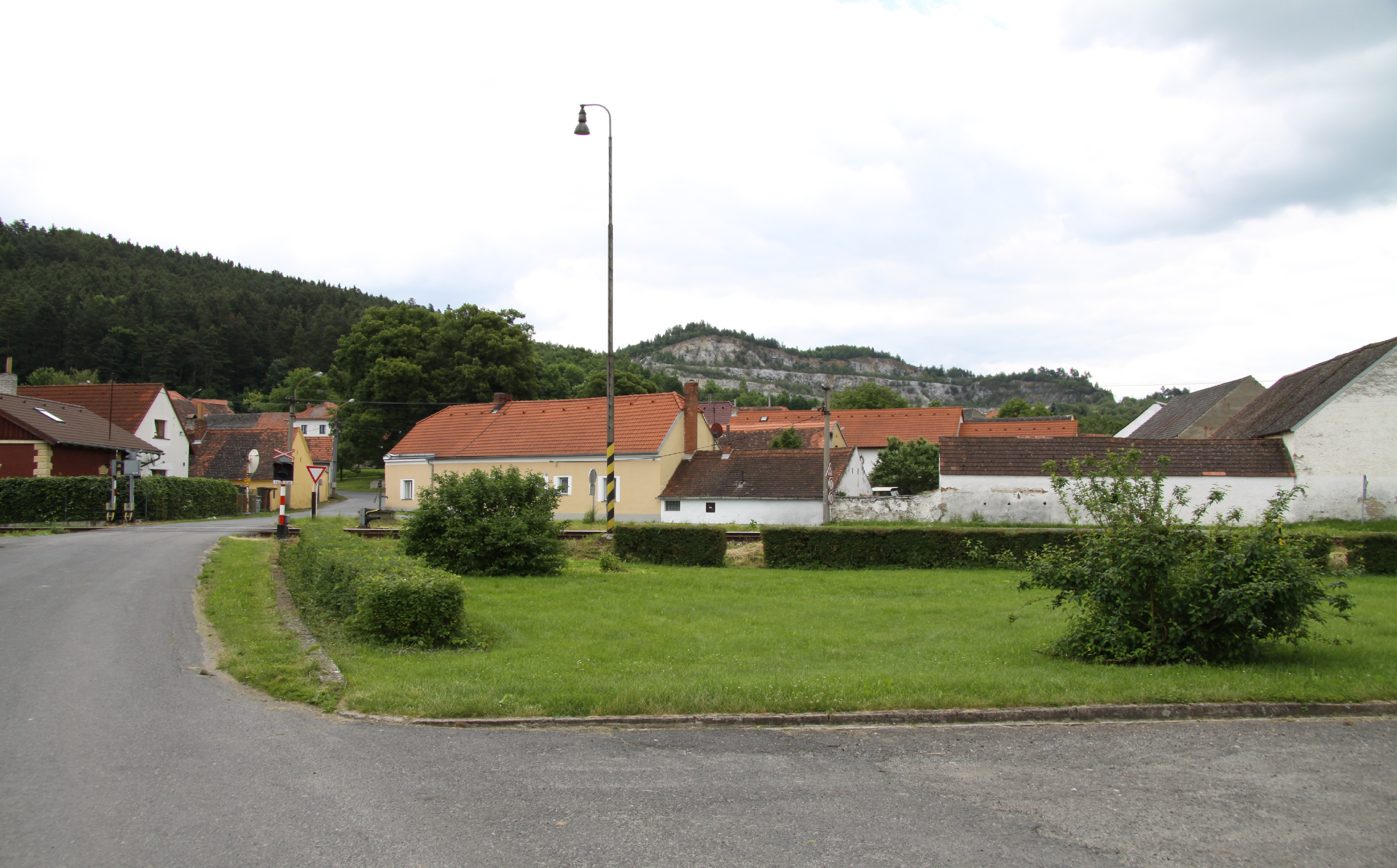
Bahnübergang

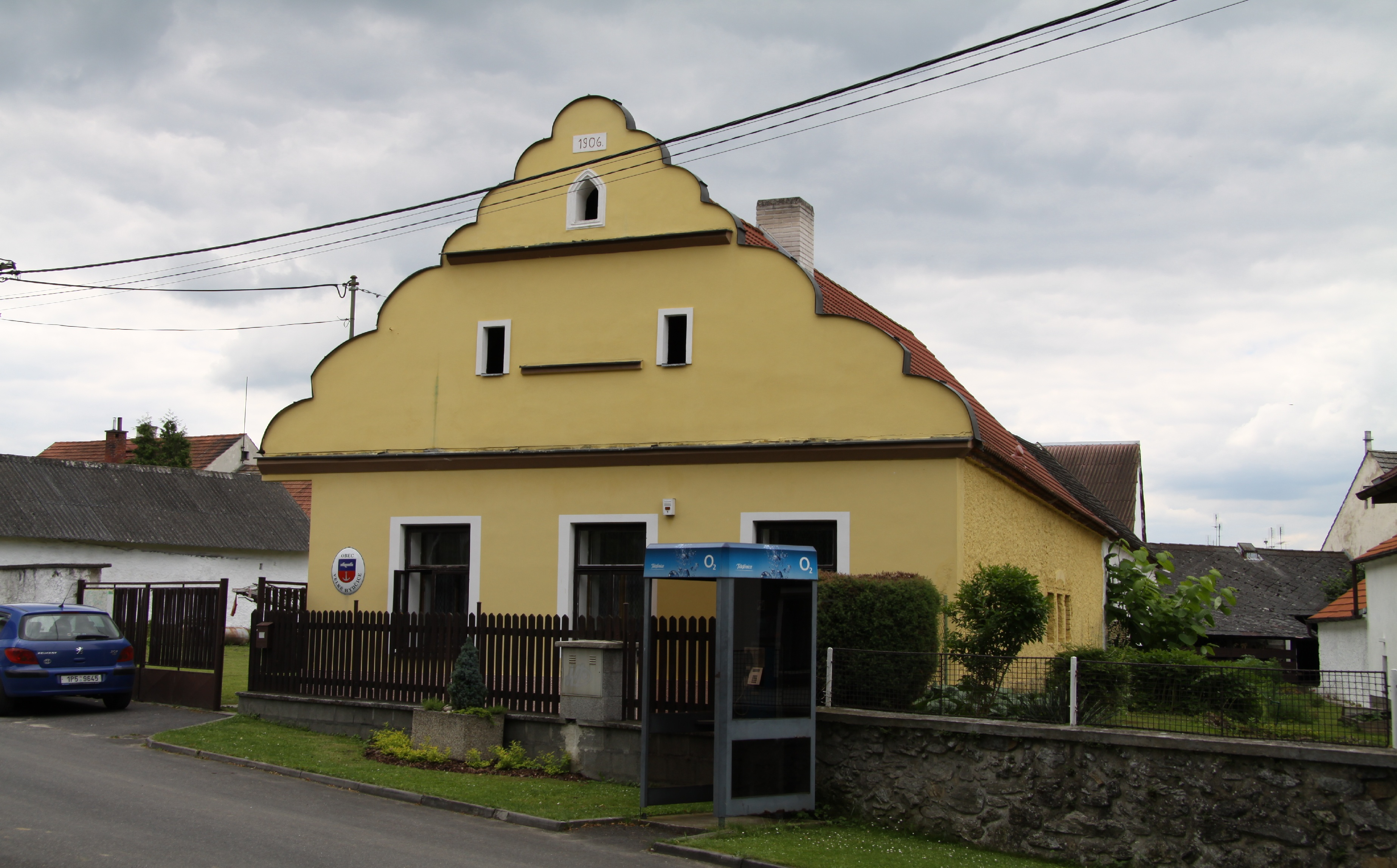
Gemeindeamt

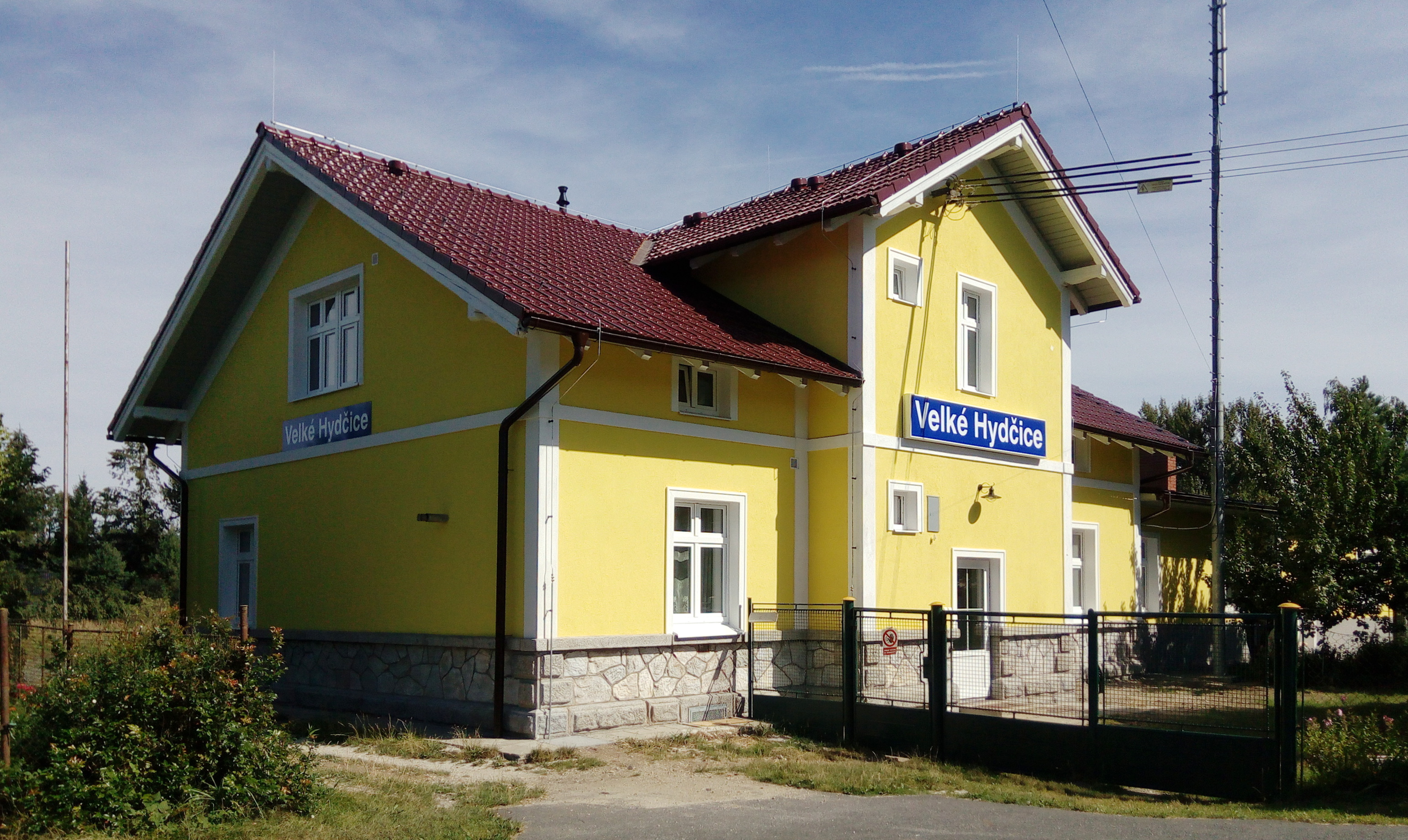
Bahnhof

Velké Hydčice (deutsch Groß Hitschitz) ist eine Gemeinde in Tschechien. Sie liegt vier Kilometer südwestlich von Horažďovice und gehört zum Okres Klatovy.

## Geographie
Velké Hydčice befindet sich in der Bavorovská vrchovina (Barauer Hügelland), einer Untereinheit der Šumavské podhůří (Böhmerwaldvorland), am rechten Ufer der Otava. Nordöstlich erheben sich der Prácheň (504 m), die Pučanka (516 m) und die Moučanka (559 m), im Osten die Hydčická hora und der Svitník (591 m), südöstlich die Radvanka, im Süden die Pučanka (617 m), der Ždánov (532 m) und der Kozník (637 m), westlich der Plešovec (542 m) sowie im Nordwesten die Hora (544 m). Durch Velké Hydčice verläuft die Bahnstrecke Horažďovice předměstí–Klatovy. Auf der Radvanka wird ein großer Kalksteinbruch betrieben.
Nachbarorte sind Týnec, Pohodnice und Nový Dvůr im Norden, Prácheň, Hradec und Horažďovice im Nordosten, Boubín im Osten, Veřechov, Karlov, Kalenice und Karlovce im Südosten, Hejná und Nezamyslice im Süden, Žichovice, Lázna und Rabí im Südwesten, Bojanovice, Vlkonice und Černíč im Westen sowie Hradešice, Hliněný Újezd und Malé Hydčice im Nordwesten.

## Geschichte
Die erste schriftliche Erwähnung von Hidchice erfolgte in einer Schenkungsurkunde des Herzogs Břetislav I. über 17 Dörfer des Prachiner Kreises vom 18. Oktober 1045 an das Benediktinerstift Breunau, bei der es sich jedoch um ein Breunauer Falsifikat aus dem 13. Jahrhundert handelt. Die Benediktiner ließen in Nezamyslice ein Tochterkloster errichten, zu dessen Eigentum auch eine vierradige Mühle in Hidchice gehörte. Das Dorf Hydčice bestand aus zwei durch die Otava getrennten Siedlungen, die erst seit 1331 als Hinczicz Maior und Hinczicz Minor unterschieden wurden. Vor der ersten Belagerung der Burg Rabí durch die Hussiten wurde das Kloster Nezamyslice im Jahre 1420 durch das Heer von Jan Žižka niedergebrannt. Da auch das Mutterkloster zu Beginn der Hussitenkriege zerstört worden war, überließ Kaiser Sigismund die Güter des ehemaligen Klosters Nezamyslice in den 1420er Jahren an die Brüder Johann und Wilhelm d. J. von Riesenberg, die zu dieser Zeit auch die Herrschaft Raby als Pfand erhielten. Sowohl Hydczicze Maior als auch Hydczicze Minor wurden an Raby angeschlossen. Nachdem Půta Švihovský von Riesenberg die Herrschaft Prachin erworben hatte, ließ er um 1500 die von den Vorbesitzern dem Verfall überlassene Burg Prachin wiederherstellen. 1505 überschrieb er die Herrschaften Prachin und Horažďovice seiner Frau als Morgengabe. Später erbte sein Sohn Heinrich Švihovský von Riesenberg die Herrschaften und vereinigte sie; Sitz der Herrschaft wurde das Schloss Horažďovice. Im Jahre 1543 erwarben die Herren von Riesenberg Hydčice auch erblich. Im Zuge des Verkaufs der Herrschaft Raby an Heinrich von Kurzbach wurden Velké Hydčice und Malé Hydčice 1549 von Raby abgetrennt und der Herrschaft Horažďovice zugeschlagen. Die Burg Prachin wurde ab 1558 als wüst bezeichnet. Die Švihovský von Riesenberg hielten den Besitz bis zur Schlacht am Weißen Berg. Im Dreißigjährigen Krieg wurde die Gegend verwüstet, und das Dorf verödete. Nachfolgende Besitzer waren die Herren von Sternberg. Der Bauer Matouš Karšík wurde 1672 in Horažďovice gehenkt und sein Hof niedergerissen. Zum Ende des 17. Jahrhunderts begann in Malý Bor der Schulunterricht für die Kinder aus Velké und Malé Hydčice. 1719 verkauften die Herren von Sternberg die Herrschaft Horažďovice an Philippina von Thun und Hohenstein. Nachfolgende Besitzer waren zwischen 1721 und 1749 die Grafen von Mansfeld, danach bis 1752 Wenzel Maria Josef von Pötting und Persing und anschließend bis 1755 Heinrich Franz von Mansfeld und Fondi. 1755 erwarben die Fürsten Löwenstein-Wertheim die Herrschaft und stellten sie unter die Verwaltung der Administration der fürstlichen Löwensteinschen Güter in Wertheim. Am 6. März 1787 wurde Hejná von Malý Bor nach Nezamyslice umgepfarrt. Im Jahre 1800 erbten die Grafen von Rummerskirch die Herrschaft Horažďovice und errichteten in Horažďovice ein herrschaftliches Oberamt. Karl von Rummerskirch verkaufte die Herrschaft nach mehreren Fehlinvestitionen 1834 an Rudolf Kinsky von Wchinitz und Tettau, der sie der Fürstlich Kinskyschen Güterverwaltung unterstellte.
Im Jahre 1837 bestand Groß-Hitschitz bzw. Welky Hičice aus 24 Häusern mit 200 Einwohnern. Pfarrort war Horažďovice. Abseits lagen der Meierhof Prachin und das Hegerhaus Hradec. Bis zur Mitte des 19. Jahrhunderts blieb Groß-Hitschitz der Herrschaft Horažďovice untertänig.
Nach der Aufhebung der Patrimonialherrschaften bildete Hydčice velké / Groß Hičitz ab 1850 einen Ortsteil der Gemeinde Hejná im Gerichtsbezirk Horažďowitz. Ab 1868 gehörte das Dorf zum Bezirk Strakonitz. 1877 löste sich Hyčice Velké von Hejná los und bildete eine eigene Gemeinde. 1887 begann der Bau der Eisenbahn von Horažďovice-Babín nach Klatovy, die im Jahr darauf den Betrieb aufnahm. Die Bahnstation erhielt den Namen Hyčice. Seit dem Beginn des 20. Jahrhunderts wurde der tschechische Ortsname Velké Hyčice t. Velké Hydčice verwendet, 1924 wurde Velké Hydčice zum amtlichen Namen. Im Jahre 1903 ließ die Gemeinde ihren Hausberg Hydčická hora mit staatlichen Zuschüssen beforsten. 1912 wurde der von der Gemeinde fünf Jahre zuvor beantragte Bau einer eigenen Schule bewilligt, aber nie realisiert. Um 1920 wurde die Gemeinde dem neu geschaffenen Okres Horažďovice zugeordnet, der 1929 wieder aufgehoben wurde. Im Jahre 1921 lebten in den 48 Häusern des Dorfes 316 Personen. 1923 entstand im Zusammenhang mit der Herstellung einer Staatsstraße von Sušice nach Horažďovice das Projekt einer Straßenbrücke über die Otava zwischen Malé Hydčice und Velké Hydčice. Die Bezirksverwaltungskommission kaufte deshalb von der Eisenbahnverwaltung Hradec Králové die Hälfte der alten Brücke, der andere Teil sollte durch die umliegenden Gemeinden finanziert werden. Die Gemeinden Hejná, Velké Hydčice, Bojanovice, Týnec und Hliněný Újezd befürworteten das Brückenbauprojekt, zu dessen Amortisation jede der Gemeinden über 50 Jahre jährlich etwa 500 Kronen beitragen sollte. Da jedoch die Gemeinde Malé Hydčice dagegen beim Landesverwaltungsausschuss in Beschwerde ging, entschied dieser, die Straßenbrücke zwischen Horní Poříčí und Dolní Poříčí herzustellen. Obwohl beide Dörfer dem Projekt zugestimmt hatten, wurde die Brücke bei Poříčí nie gebaut, da inzwischen die Pläne für die neue Staatsstraße eingefroren worden waren. Im Zuge der Bodenreform wurden 1924 bei der Parzellierung des Meierhofes Prácheň 15,2 ha Boden Landwirten aus Velké Hydčice zugeteilt. Am 11. August 1925 überflutete ein Hochwasser der Otava die Felder zwischen der Bahnstrecke und dem Fluss. Zwischen 1925 und 1928 erfolgte der Bau der Straße nach Horažďovice. Ab 1926 übernahm die Gemeinde die bis dato öffentlich versteigerten Fischereirechte in der Otava in Eigenregie. 1928 wurde in Teilen der Gemeinde eine Kanalisation errichtet. Im selben Jahre errichtete Josef Měřička rechtsseitig der Otava gegenüber von Horažďovice auf dem Kataster von Velké Hydčice eine Strickwarenfabrik. In dieser Zeit wurden die überflutungsgefährdeten Felder unterhalb der Eisenbahn als Bauland ausgewiesen, dadurch bildete sich nordwestlich des Ortskerns, wo zuvor nur einzelne Bauernhöfe gestanden waren, eine neue Ortslage, die sich zunehmend vergrößerte. Während der deutschen Besetzung wurde der Gerichtsbezirk Horaschdowitz am 1. Juli 1942 dem Bezirk Schüttenhofen zugeordnet. Am 5. Mai 1945 besetzte die US-Armee das Dorf. Velké Hydčice wurde nach dem Ende des Krieges wieder dem Okres Strakonice zugeordnet. Der den Fürsten Kinsky gehörige Hof Prácheň wurde konfisziert und 21 ha Land an vier Bauern verteilt. Anfang 1947 überflutete ein Hochwasser mit Eisstau die unterhalb der Eisenbahn gelegenen Teile des Dorfes. Ab 1949 gehörte Velké Hydčice zum Okres Horažďovice. Im selben Jahre war auch die Elektrifizierung des Ortes abgeschlossen. Beim Otavahochwasser von 1954 wurde auch der Bahnhof überflutet. Das Kalkwerk Šumavské vápenice errichtete 1956 an der Zufahrt zum Werk zwei Vierfamilienhäuser. An Stelle der fußläufigen Brücke nach Malé Hydčice, die alljährlich durch Eisgang weggerissen wurde, errichteten die Bewohner beider Dörfer 1965 eine neue Seilbrücke. Zwischen 1972 und 1975 wurde im Rahmen der Aktion Z eine Verkaufsstelle und ein Kulturhaus errichtet. 1983 und 1985 richteten Hochwasser der Otava in Velké Hydčice große Schäden an. In den 1990er Jahren erwarb die Gemeinde die ehemalige Schänke und ließ sie zum Gemeindeamt umbauen. Nach der Aufhebung des Okres Horažďovice wurde die Gemeinde 1960 dem Okres Klatovy zugeordnet. Im Jänner 2007 wurde zwischen Malé und Velké Hydčice eine neue Fußgängerbrücke über die Otava eingeweiht.

## Gemeindegliederung
Für die Gemeinde Velké Hydčice sind keine Ortsteile ausgewiesen. Zu Velké Hydčice gehören die Einschichten Hradec, Prácheň (Prachin) und Rosenauerův Mlýn (Rosenauer Mühle).

## Sehenswürdigkeiten
- Kirche des hl. Kliment auf dem Prácheň. Der Friedhof ist die Begräbnisstätte für die Dörfer Velké Hydčice, Boubín und Veřechov. Zeitweilig wurden auch die Verstorbenen aus Bojanovice hier beigesetzt. Zwischen 1982 und 1985 wurde sie renoviert.
- Ruine der Burg Prácheň
- Kapelle des hl. Johannes von Nepomuk auf dem Dorfplatz, erbaut 1813. Sie wurde 1984 saniert.
- Kreuz auf dem Dorfplatz
- Giebelhöfe im südböhmischen Bauernbarockstil
- Rosenauer-Mühle (Rosenauerův mlýn) gegenüber von Horažďovice, auf dem Gelände der Wassermühle befindet sich ein Mühlenmuseum. Die Papiermühle wurde 1670 als Besitz von Nikolaus Tempel erstmals erwähnt. Benannt ist sie nach Joseph Rosenauer jun., einem Sohn von Joseph Rosenauer, der die Mühle 1807 kaufte. Nachfolgend befand sich die Mühle bis zum Aussterben der Familie Rosenauer in deren Besitz.
- Brejchovský mlýn, die Wassermühle ist seit 1373 nachweislich.[4]
- Rosenauer-Eiche (Rosenauerův dub) im Wald an der Pučanka beim Wasserwerk Hradec. Die 40 m hohe Sommereiche mit einem Stammumfang von 4,47 m ist seit 2001 als Baumdenkmal geschützt.[5]
- Denkmal für die Gefallenen des Ersten Weltkrieges, auf dem Dorfplatz, es wurde 1920 enthüllt.
- Reste von Goldseifen an der Otava
- Naturlehrpfad Velké Hydčice – Hejná – Nezamyslice, er hat eine Länge von 14 Kilometern und entstand 2007 in Zusammenarbeit mit der Stadt Regen. Finanziert wurde er aus dem EFRE-Fonds der EU.[6]

## Wirtschaft

### Kalkwerk
Westlich des Dorfes erstreckt sich am Bahnhof das Betriebsgelände der HASIT Šumavské vápenice a omítkárny a.s., das mit dem Kalkbruch an der Radvanice durch eine Seilbahn verbunden ist.
1889 pachteten der Pilsener Steinmetz Karl Falkenberg und der Müller Jaroslav Fürst aus Střelské Hoštice den Hügel Radvanka von der Gemeinde und eröffneten einen Kalksteinbruch. Das gewonnene Gestein wurde als Grauer Böhmerwaldmarmor vermarktet und vor allem für Denkmäler verwendet. Bei Velké Hydčice errichteten Falkenberg & Fürst einen Kalkofen mit Gasbefeuerung. Nach Falkenbergs Tod nahm Fürst František Trnka aus Staňkov als neuen Compagnon auf. Der Kalkofen wurde durch eine neue Kalkbrennerei mit Kohlefeuerung ersetzt. Nachdem Fürst seinen Unternehmensanteil an František Trnka verkauft hatte, machte dieser seinen Bruder Karel zum Teilhaber und gründete das Unternehmen Bratři Trnkové (Gebrüder Trnka), das bald auf 20–30 Beschäftigte anwuchs. Zu der Brennerei in Velké Hydčice und zum Bruch auf der Radvanka kam wenig später noch ein zweiter Bruch an der Pučanka hinzu. Der Firmenname Bratři Trnkové wurde auch von den nachfolgenden Besitzern Volner und Pičman fortgeführt. Der Steinbruchbetrieb musste während des Ersten Weltkrieges wegen Arbeitskräftemangels eingeschränkt und schließlich ganz eingestellt werden. 1920 wurde der Steinbruch an der Radvanka mit einer Vertragslaufzeit bis 1944 wieder verpachtet und im Jahre darauf wieder in Betrieb genommen. 1948 wurde das Kalkwerk Bratři Trnkové verstaatlicht. 1970 begann eine Modernisierung des Kalkwerkes, die alten Kalköfen und die Kalksteinmühle wurden abgerissen. Im Januar 1974 war der Aufbau des größten und modernsten Kalkwerkes in Böhmen im Wesentlichen abgeschlossen und der Probebetrieb aufgenommen. 1975 nahm das Kalkwerk Šumavské vápenice den Regelbetrieb auf. 1986 erhielt das Heizhaus des Kalkwerkes eine neue 30 m hohe Esse aus Metall. Nach dem Zerfall des Kombinates CEVA wurde das Kalkwerk 1990 zum eigenständigen Staatsbetrieb Šumavské vápenice Velké Hydčice. 1992 wurde das Kalkwerk privatisiert und der Aktiengesellschaft HASIT Šumavské vápenice a omítkárny a.s. mit Mehrheitsbeteiligung der deutschen HASIT-Gruppe übertragen.

### Strickwarenfabrik
Gegenüber von Horažďovice befindet sich bei der Rosenauer-Mühle ein Zweigwerk der JITEX Písek a.s. Die Strickwarenfabrik wurde 1928 durch Josef Měřička aus Schořov gegründet. Zehn Jahre später musste Měřička infolge der Weltwirtschaftskrise den Betrieb einstellen. Nachfolgend wechselten sich verschiedene Unternehmer als Besitzer der Gebäude ab, nach dem Zweiten Weltkrieg diente die Fabrik als Abschiebelager für Deutsche und danach bis 1948 als Kaserne. Ab 1949 wurde darin eine Zweigfabrik des Staatsunternehmens Jitex Písek eingerichtet, die bis 1990 etwa 550 Beschäftigte hatte. Nach der Privatisierung im Jahre 1994 gehört die Fabrik zur JITEX Písek a.s.